# Dasmariñas

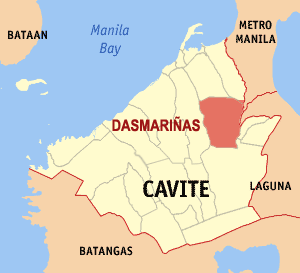
Dasmariñas läge i Cavite

Dasmariñas är en ort i Filippinerna som ligger i provinsen Cavite i regionen CALABARZON. Den har 379 520 invånare (folkräkning 1 maj 2000).
Dasmariñas räknas officiellt inte som stad utan är en kommun. Kommunen är indelad i 75 smådistrikt, barangayer, varav samtliga är klassificerade som tätortsdistrikt. Dasmariñas är den folkrikaste kommunen i Filippinerna.